# Sengilei
Sengilei (russisch Сенгилей) ist eine Kleinstadt in der Oblast Uljanowsk (Russland) mit 6958 Einwohnern (Stand 14. Oktober 2010).

## Geografie
Die Stadt liegt am Ostrand der Wolgaplatte etwa 70 km südlich der Oblasthauptstadt Uljanowsk am rechten, steilen Ufer der zum Kuibyschewer Stausee aufgestauten Wolga.
Sengilei ist Verwaltungszentrum des gleichnamigen Rajons.

## Geschichte
1666 ließ der Simbirsker Wojewode Fürst Daschkow an der Stelle der heutigen Stadt Sengilei, im Grenzgebiet des damaligen Zarentums Russland, eine Befestigungsanlage errichten. Um diese entstanden mehrere Siedlungen (Stanitschnaja, Butyrskaja, Wybornaja), die zu Beginn des 18. Jahrhunderts zum Dorf Pokrowskoje vereinigt wurden (nach dem Namen der Kirche; Pokrow russisch für Mariä Schutz und Fürbitte).
1780 wurde dem Ort als Sengilei das Stadtrecht verliehen, benannt nach dem gleichnamigen, unweit in die Wolga mündenden Flüsschen (auch Sengileika; von ersja-mordwinisch sjang lei für Nebenfluss). Im 19. Jahrhundert war Sengilei Zentrum des Getreide- und Mehlhandels sowie für seine Apfelplantagen bekannt.
1925 verlor der Ort sein Stadtrecht, erhielt jedoch schon 1928 wieder den Status einer Siedlung städtischen Typs und 1943 das erneute Stadtrecht.
In den 1950er Jahren wurde das alte Stadtzentrum beim Füllen des Kuibyschewer Stausees überflutet.

### Bevölkerungsentwicklung
| Jahr | Einwohner |
| ---- | --------- |
| 1897 | 5.734     |
| 1939 | 10.294    |
| 1959 | 10.677    |
| 1970 | 9.807     |
| 1979 | 10.817    |
| 1989 | 10.366    |
| 2002 | 8.396     |
| 2010 | 6.958     |

Anmerkung: Volkszählungsdaten

## Kultur und Sehenswürdigkeiten
Viele Baudenkmäler des 18. und 19. Jahrhunderts wurden in den 1950er Jahren während der Flutung des Kuibyschewer Stausees abgerissen. Erhalten sind jedoch einige höher gelegene Bauten vom Ende des 19. Jahrhunderts, wie Semstwoverwaltung und -krankenhaus sowie die ehemalige Grundschule.
Die Stadt besitzt ein Heimatmuseum.
Sechs Kilometer entfernt, im Dorf Karanino, befindet sich das ehemalige Gutshaus der Brüder Turgenew – des Historikers Alexander Turgenew und des Nationalökonomen und Publizisten Nikolai Turgenew.

## Wirtschaft
In Sengilei sind mehrere kleinere Betriebe des Maschinenbaus, der Elektrotechnik sowie der Baumaterialien-, Möbel- und Lebensmittelindustrie angesiedelt.
In Krasny Guljai im Rajon Sengilei begann Ende 2007 die deutsche Henkel Bautechnik GmbH mit der Errichtung eines Werkes.

## Söhne und Töchter der Stadt
- Wladimir Krylow (* 1964), Leichtathletik-Olympiasieger